# 23e cérémonie des Razzie Awards
La 23e cérémonie des Razzie Awards a lieu le 22 mars 2003 à l'hôtel Sheraton de Santa Monica (en Californie) pour distinguer les pires productions américaines voire autre(s) de l'industrie cinématographique de l'année précédente.

## Palmarès
Les lauréats de chaque catégorie figurent en premier et en gras dans chaque section.

### Pire film
À la dérive (Swept Away).
- Crossroads,
- Pinocchio,
- Pluto Nash,
- Star Wars, épisode II : L'Attaque des clones.

### Pire acteur
Roberto Benigni pour Pinocchio.
- Adriano Giannini pour À la dérive (Swept Away),
- Eddie Murphy pour Pluto Nash,
- Adam Sandler pour Huit nuits folles d'Adam Sandler et Les Aventures de Mister Deeds,
- Steven Seagal pour Mission Alcatraz (Half Past Dead).

### Pire actrice
Madonna pour À la dérive (Swept Away) (ex æquo) ;
Britney Spears pour Crossroads (ex æquo).
- Angelina Jolie pour 7 jours et une vie (Life or Something Like It),
- Jennifer Lopez pour Coup de foudre à Manhattan  et Plus jamais (Enough),
- Winona Ryder pour Les Aventures de Mister Deeds.

### Pire second rôle masculin
Hayden Christensen pour Star Wars, épisode II : L'Attaque des clones.
- Tom Green pour Harvard à tout prix,
- Freddie Prinze Jr. pour Scooby-Doo,
- Christopher Walken pour Les Country Bears,
- Robin Williams pour Crève, Smoochy, crève ! (Death to Smoochy).

### Pire actrice dans un second rôle
- Madonna pour Meurs un autre jour (Die Another Day)
  - Bo Derek pour Master of Disguise
  - Lara Flynn Boyle pour Men in Black 2
  - Natalie Portman pour Star Wars, épisode II : L'Attaque des clones
  - Rebecca Romijn-Stamos pour Rollerball

### Pire couple à l'écran
Adriano Giannini et Madonna dans À la dérive (Swept Away).
- Roberto Benigni et Nicoletta Braschi dans Pinocchio,
- Hayden Christensen et Natalie Portman dans Star Wars, épisode II : L'Attaque des clones,
- Eddie Murphy avec au choix :
  - Robert De Niro dans Showtime,
  - Owen Wilson dans Espion et demi (I Spy),
  - lui-même dans Pluto Nash ;
- Anson Mount et Britney Spears dans Crossroads.

### Film le plus flatulent à destination des ados
Jackass, le film (Jackass: The Movie).
- Crossroads,
- Huit nuits folles d'Adam Sandler,
- Scooby-Doo,
- xXx.

### Pire remake ou suite
À la dérive (Swept Away).
- Espion et demi (I Spy),
- Les Aventures de Mister Deeds,
- Pinocchio,
- Star Wars, épisode II : L'Attaque des clones.

### Pire réalisateur
Guy Ritchie pour À la dérive (Swept Away).
- Roberto Benigni pour Pinocchio,
- Tamra Davis pour Crossroads,
- George Lucas pour Star Wars, épisode II : L'Attaque des clones,
- Ron Underwood pour Pluto Nash.

### Pire scénario
Jonathan Hales et George Lucas pour Star Wars, épisode II : L'Attaque des clones.
- Roberto Benigni et Vincenzo Cerami pour Pinocchio,
- Neil Cuthbert pour Pluto Nash,
- Shonda Rhimes pour Crossroads,
- Guy Ritchie pour À la dérive (Swept Away).

### Pire chanson originale
I'm Not a Girl, Not Yet a Woman pour Crossroads par Max Martin, Rami et Dido Armstrong.
- Die Another Day pour Meurs un autre jour par Madonna et Mirwais Stass,
- Overprotected pour Crossroads par Max Martin et Rami.